# Black River (rivier in Jamaica)
De Black River is met een lengte van 53,4 km een van de langste rivieren in Jamaica. De Rio Minho is met 92,8 km de langste rivier op het eiland. De naam verwijst naar de donkere kleur van de rivierbedding, die het gevolg is van ontbinding van vegetatie. Meer dan 100 soorten vogels komen voor in het moeras van de Black River. De Black River is een habitat voor de Jamaicaanse krokodil. De rivier mondt uit bij de plaats Black River. 